# Bandera de Montmajor
La bandera oficial de Montmajor té la descripció següent:
Bandera apaïsada, de proporcions dos d'alt per tres de llarg, blanca a dalt i groga a baix, amb una faixa negra de gruix 1/6 de l'alçària del drap juxtaposada al centre i amb el primer terç vertical vermell carregat, al centre, del món creuat amb la creu grega patent groc i cintrat de blau clar de l'escut, tot el conjunt d'alçària 7/10 de la del drap i amplària 3/10 de la llargària del mateix drap.

## Història
Fou aprovada el 14 de setembre del 2005 i publicada al DOGC núm. 4479 el 29 de setembre del mateix any. Està basada en l'escut heràldic de la localitat.